# Játék (pedagógiai módszer)
„A játék megolajozza a testet és a lelket.” (Benjamin Franklin)
A játék fogalmának egy értelmezése:
A játék (game) meghatározására Abt, C. C. javaslata terjedt el, amely tömör megfogalmazásban jól tükrözi annak széles körű felhasználási lehetőségeit: "A játék bármilyen verseny (játékos magatartás, játékos tevékenység) ellenfelek (játékosok) között, amely kényszer (játékszabályok) szerint folyik valamely cél (nyerés, győzelem) érdekében."
(https://web.archive.org/web/20071026040253/http://www.jatekhaz.skicc.hu/htmlm/cik/8031barm.htm)
A játék pedagógiája és pszichológiája igen fiatal tudományág.

## A játék általános jellemzői
- A játék örömet okoz
- A játék független
- A játék fejleszt
- A játék észrevétlenül fejleszt
- A játék „szabad”

A játék tehát egyaránt nagyon fontos fogalom a pedagógiában, a pszichológiában, a szociológiában, sőt, a mindennapi életben is. Ragaszkodva a témánkhoz, pedagógiai szemmel nézve a játék elengedhetetlen része az oktatásnak. Fontos, hogy ne fásuljanak a gyermekek a tanulás közben, fel tudjanak lélegezni, tudjanak egy kicsit mozogni, valamint absztrahálni a tudást, amit átvettek, más esetben alapozni egy új tananyagot. Örök vita tárgya volt és lesz is, hogy mi számít játéknak, és mi nem. Visszatérve egy pillanatra a pszichológiai szemléletre, van elmélet, mely szerint semmi más nem játék, csak a szabad játék, melynek minden szabályát, az egész világát a gyermek és a gyermeki képzeletvilág határozza meg. Újszerű és az utóbbihoz képest már-már alternatív vélemény, hogy minden játék, amely nem tartozik az összes többi pedagógiai módszerhez – és valójában ma a pedagógusok humánus többsége így vélekedik, és vallja a fenti tulajdonságokat a játéknak. A játéknak, mely az óra azon része, amelyet a gyermek valóban élvez és észrevétlenül fejlődik közben.
A gyermekközpontú oktatás lényege a játék. Fontos megemlíteni, hogy a játék vezetése a pedagógiában a leggyakrabban a pedagógusra hárul, és ez nem ritkán nagyon bonyolult feladat. Egyes játékoknak nem csak a menetét kell nagy vonalakban ismerni, hanem fel kell rá készülni. Eszközökkel, szervezéssel, precíz ismeretanyag pontos tudatával (például egy vers megtanulása: gondoljunk csak a „Gyertek haza ludaim” játékra!)

## Robert Fisher könyve szerinti felosztás
- Nyelvi játékok:
  - Fogalmi játékok
  - Definíciós játékok
  - Verses játékok
  - Logikai-matematikai játékok:
  - Számjátékok
- Stratégiai táblás játékok
- Vizuális-térbeli és kinesztetikus játékok
  - Rajzolós játékok
  - Memóriajátékok
  - Zenei játékok
  - Problémamegoldó játékok

## A játék jellemzői alapján tervezzünk játékot
- Mit fejleszt a játék?
- Mi a célja a játéknak?
- Kinek/kiknek való a játék? (kor, nem, képesség)
- Hol játszható?
- Mikor játszható?
- Hányan játszhatják?
- Kapcsolódik-e a tananyaghoz, ha igen, miben és hogyan?

A foglalkozási tervben érdemes havonta, ezekhez a szempontokhoz igazodva tervezni a megtanítandó, kezdeményezendő játékokat.

## A játék típusa, a tervezés
A játék típusa, a tervezés lényege attól függhet, hogy aznap mennyi szabadidőnk van, milyen az időjárás (egy szép napos időben nem fogunk teremben játszani, és egy esős, szeles napon nem fogjuk megtartani a sportversenyt csak azért, mert ezt terveztük), milyen a gyerekek hangulata (fárasztó napjuk volt-e?), mit szeretnénk gyakorolni, mely ismeretet szükséges elmélyíteni.
A tanító repertoárjában jobb esetben szerepel pár perces és órákig játszható játék is. Lehet tehát választani, hogy mikor melyiket kezdeményezzük arra az időpontra, beleillesztve a tananyagba.

## Hogyan kezdeményezhetünk játékot?
Az órán a megfelelően betervezett időpontra időzítve, vagy akár spontán is. Az instrukciókat, szabályokat, ha még nem ismerik, bevezetjük őket, próbajátékot játszunk, majd újrakezdjük a játékot és irányítjuk azt. Fontos, hogy a játékot se unják meg, ezért a játék menetét, szabályait módosítva felfrissíthetjük a tevékenység kiváltotta reakciókat.
Szabadidős játékok esetén: megkérdezzük, hogy kinek van kedve játszani. Akik szeretnének, azokkal a körben ülünk és elmondjuk a szabályokat. A kisebbekkel először a játék legegyszerűbb variációját tanuljuk meg, majd lépésről lépésre nehezíthetjük a játékot. Ha néhány gyerek megismerte a játékszabályt, akkor már ők is lehetnek játékvezetők és megtaníthatják azt társaiknak. Azoknak a gyerekeknek, akik miatt kezdeményezzük az adott játékot, mondjuk, hogy:- szeretném, ha velem játszanál, segítenél nekem, lennél a párom a játékban stb. Előfordulhat, hogy egy csoport valamely játékot jobban megkedvel, egy másikat viszont nem. A nemtetszés biztos jele, ha önállóan nem kezdeményezik a tanult játékot. Helyette keressünk mást, amelyik ugyanazt a célt szolgálja. Szinte mindegyik osztálynak más-más a kedvence. Ezeket a játékokat többnyire variálják, átdolgozzák, továbbfejlesztik, további szabályokat alkotnak hozzá. Semmi esetre se erőltessük azt, amihez nincs kedvük! Az a játék épült be az osztály játékkincsébe, amelyiket önállóan kezdeményez az osztály, és a nevelő részvétele nélkül huzamosabb ideig játszanak.

## A játék körülményei
A napközis tanítóknak írt instrukciókat ajánlom ide is további megfigyelésre. (https://web.archive.org/web/20071023170832/http://alsos.fazekas.hu/cikk.php?id=261):
Biztosítsunk olyan körülményeket, hogy egyidőben akár több kisebb, nagyobb csoportban is tudjanak tevékenykedni. Erre legalkalmasabb forma, ha az asztalokat összetoljuk vagy egymás felé fordítjuk. Vetélkedőknél, csoportjátéknál, szituációs játékoknál, előadásoknál körben, vagy félkörben helyezhetjük el a székeket. Megéri az átrendezésre fordított fáradságot, mert sokkal hangulatosabb, kevésbé iskolai jellegű lesz a játéktér. Alapvető szabály, hogy úgy játsszunk, hogy társainkat ne zavarjuk!
A legfőbb szempont azonban az, hogy a gyerek kudarcmentesen, jó kedvűen játsszon. Különösen fontos, hogy a nevelő mintát nyújtva vegyen részt a játékban.

## Játékgyűjtemények
- Játék, játékgyűjtemény, játékszabály gyűjtemény - kereshető adatbázissal
- Játék.lap